# Hugo Botermans
Hugo Botermans (Delft, 2 maart 2000) is een Nederlands voetballer die als aanvaller voor SV DSO speelt.

## Carrière
Hugo Botermans speelde in de jeugd van Alphense Boys en ADO Den Haag. In 2019 trad Jong ADO Den Haag toe tot de voetbalpiramide en speelde Botermans met dat elftal een seizoen lang in de Derde divisie zondag. Hierin scoorde hij elf doelpunten. In het seizoen 2020/21 wordt hij verhuurd aan FC Eindhoven. Hij debuteerde in het betaald voetbal voor Eindhoven op 28 augustus 2020 in de met 1-2 gewonnen uitwedstrijd tegen Jong FC Utrecht. Hij kwam in de 65e minuut in het veld voor Alef João en dwong de penalty af waaruit het winnende doelpunt viel. De week erna, in de met 2-3 verloren thuiswedstrijd tegen Telstar, scoorde hij zijn eerste doelpunt in het betaald voetbal. Na het einde van zijn verhuurperiode liep zijn contract bij ADO af. Na een proefperiode bij FC Den Bosch, sloot hij in september 2021 transfervrij aan bij Excelsior Rotterdam. Hier kwam hij nauwelijks aan spelen toe: In een half jaar kwam hij tot acht korte invalbeurten in de Eerste divisie. Wel speelde hij de hele bekerwedstrijd tegen IJsselmeervogels, waarin hij twee keer scoorde. In de winterstop liet hij zijn contract ontbinden en vertrok hij naar VV Katwijk. In het seizoen 2022/23 kwam hij ook hier minder in actie en vertrok hij in de winterstop naar ASWH.

### Statistieken
| Seizoen                   | Club                | Land           | Competitie         | Competitie | Competitie | Beker | Beker | Totaal | Totaal |
| Seizoen                   | Club                | Land           | Competitie         | Wed.       | Dlp.       | Wed.  | Dlp.  | Wed.   | Dlp.   |
| ------------------------- | ------------------- | -------------- | ------------------ | ---------- | ---------- | ----- | ----- | ------ | ------ |
| 2019/20                   | Jong ADO Den Haag   | Nederland      | Derde divisie Zon. | 20         | 11         | –     | –     | 20     | 11     |
| 2020/21                   | → FC Eindhoven      | Nederland      | Eerste divisie     | 36         | 8          | 0     | 0     | 36     | 8      |
| 2021/22                   | Excelsior Rotterdam | Nederland      | Eerste divisie     | 8          | 0          | 1     | 2     | 9      | 2      |
| 2021/22                   | VV Katwijk          | Nederland      | Tweede divisie     | 16         | 2          | 0     | 0     | 16     | 2      |
| 2022/23                   | VV Katwijk          | Nederland      | Tweede divisie     | 10         | 0          | 1     | 0     | 11     | 0      |
| 2022/23                   | ASWH                | Nederland      | Derde divisie Zat. | 15         | 3          | 0     | 0     | 15     | 3      |
| Carrièretotaal            | Carrièretotaal      | Carrièretotaal | Carrièretotaal     | 105        | 24         | 2     | 2     | 107    | 26     |
| Bijgewerkt op 4 juni 2023 |                     |                |                    |            |            |       |       |        |        |